# Pedder-tavi földigiliszta
A Pedder-tavi földigiliszta (Hypolimnus pedderensis) a Megascolecidae (földigiliszták taxonómiai családja, amely Madagaszkáron, Ausztráliában, Új-Zélandon, valamint Délkelet-Ázsiában és Észak-Amerikában honos) családjába tartozik. Hivatalos magyar névmegfelelője nincs, de nevezhetjük Pedder-tavi földigilisztának.
Tasmaniában, Ausztrália szövetségi államában volt honos, a Pedder-tó területén.
Az első és egyetlen példányt 1971-ben találták meg a tó partján, állítólag egy sérült egyed volt.
1972-ben vízerőművet építettek a tóba, ez okozhatta a faj kihalását.
A faj újbóli felfedezésére két expedíciót is indítottak 1991-ben és 1996-ban, azonban mindkettő sikertelen volt.
A Pedder-tavi giliszta főleg mikrobákkal vagy homokszemcséken lévő algákkal táplálkozott. 
Táplálkozási szokásaik jelentős hatást gyakoroltak a tópartra. Javítva a talaj vízelvezető és víztartó képességét.